# Habronattus
Habronattus är ett släkte av spindlar. Habronattus ingår i familjen hoppspindlar.

## Dottertaxa tillHabronattus, i alfabetisk ordning[1]
- Habronattus abditus
- Habronattus agilis
- Habronattus alachua
- Habronattus altanus
- Habronattus americanus
- Habronattus amicus
- Habronattus ammophilus
- Habronattus anepsius
- Habronattus aztecanus
- Habronattus ballatoris
- Habronattus banksi
- Habronattus borealis
- Habronattus brunneus
- Habronattus bulbipes
- Habronattus calcaratus
- Habronattus californicus
- Habronattus cambridgei
- Habronattus candidus
- Habronattus captiosus
- Habronattus carolinensis
- Habronattus carpus
- Habronattus ciboneyanus
- Habronattus clypeatus
- Habronattus cockerelli
- Habronattus coecatus
- Habronattus cognatus
- Habronattus conjunctus
- Habronattus contigens
- Habronattus cuspidatus
- Habronattus decorus
- Habronattus delectus
- Habronattus divaricatus
- Habronattus dorotheae
- Habronattus dossenus
- Habronattus elegans
- Habronattus encantadas
- Habronattus ensenadae
- Habronattus facetus
- Habronattus fallax
- Habronattus festus
- Habronattus formosus
- Habronattus forticulus
- Habronattus georgiensis
- Habronattus geronimoi
- Habronattus gigas
- Habronattus hallani
- Habronattus hirsutus
- Habronattus huastecanus
- Habronattus icenoglei
- Habronattus iviei
- Habronattus jucundus
- Habronattus kawini
- Habronattus klauseri
- Habronattus kubai
- Habronattus leuceres
- Habronattus mataxus
- Habronattus mexicanus
- Habronattus moratus
- Habronattus mustaciatus
- Habronattus nahuatlanus
- Habronattus nemoralis
- Habronattus neomexicanus
- Habronattus nesiotus
- Habronattus notialis
- Habronattus ocala
- Habronattus ophrys
- Habronattus orbus
- Habronattus oregonensis
- Habronattus paratus
- Habronattus peckhami
- Habronattus pochtecanus
- Habronattus pretiosus
- Habronattus pugillis
- Habronattus pyrrithrix
- Habronattus renidens
- Habronattus rufescens
- Habronattus sabulosus
- Habronattus sansoni
- Habronattus schlingeri
- Habronattus signatus
- Habronattus simplex
- Habronattus sugillatus
- Habronattus superciliosus
- Habronattus tarascanus
- Habronattus tarsalis
- Habronattus texanus
- Habronattus tlaxcalanus
- Habronattus tranquillus
- Habronattus translatus
- Habronattus trimaculatus
- Habronattus tuberculatus
- Habronattus ustulatus
- Habronattus waughi
- Habronattus velivolus
- Habronattus venatoris
- Habronattus virgulatus
- Habronattus viridipes
- Habronattus zapotecanus
- Habronattus zebraneus